# Irmãos Goncourt

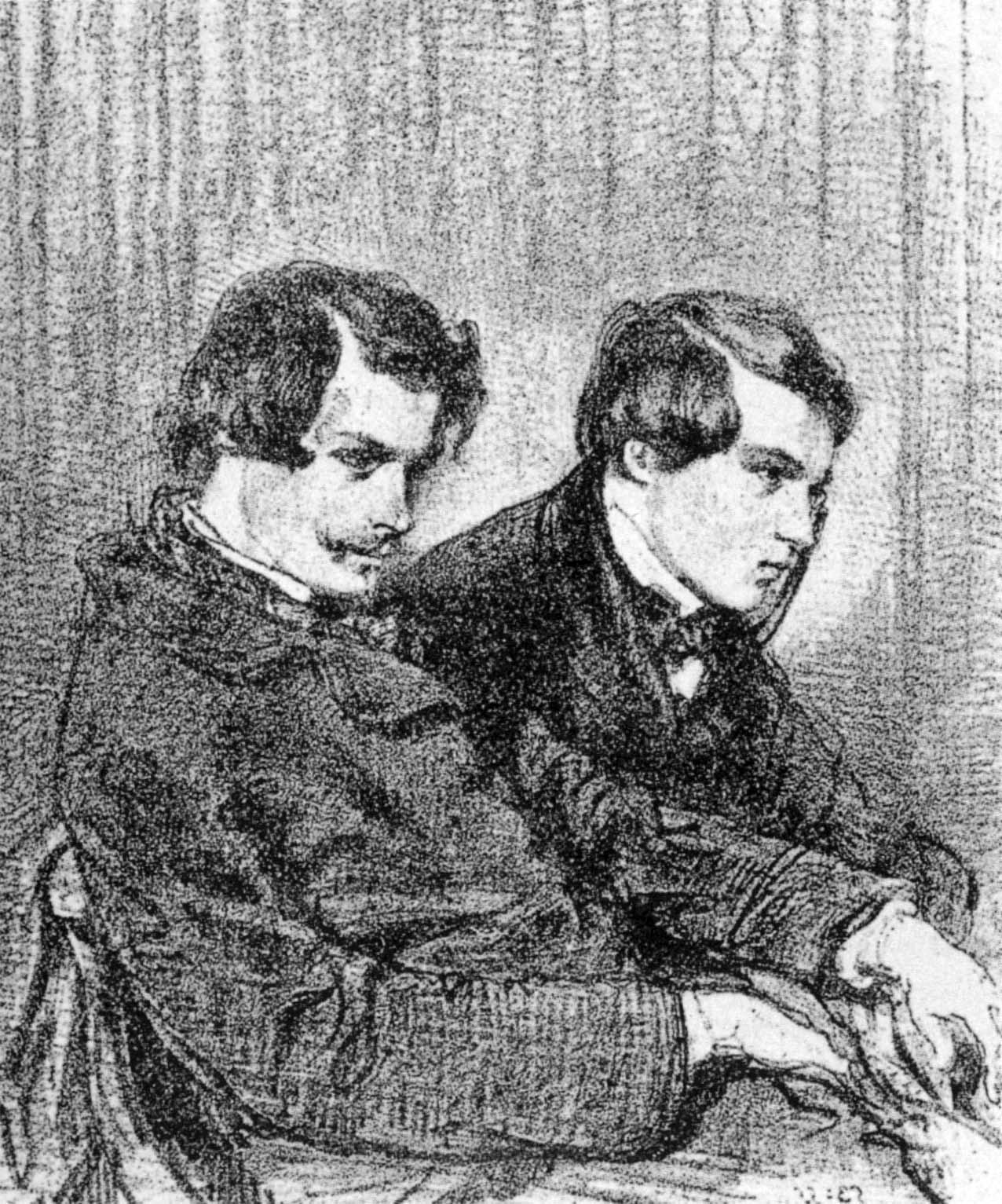
Os irmãos Goncourt, num retrato da autoria de Paul Gavarni

Os irmãos Goncourt são Edmond (Nancy, 26 de maio de 1822 - Champrosay, 16 de julho de 1896) e Jules (Paris, 17 de dezembro de 1830 - Paris, 20 de junho de 1870) de Goncourt.
Iniciaram suas carreiras na década de 1850, com o romance En 18.. (1851), publicado na mesma época do golpe de Estado de Napoleão III. Àquela época, começaram a redigir juntos o famoso Diário (Journal), registrando suas impressões sobre o quotidiano, sobre a política e, sobretudo, sobre o meio literário. Em seguida, em uma breve passagem pela imprensa, escreveram fisiologias e contos, mais tarde agrupados e publicados em livro. Escreveram a quatro mãos os romances Les Hommes de lettres (1860) - reeditado em 1868 com o título de Charles Demailly - Sœur Philomène (1861), Renée Mauperin (1864), Germinie Lacerteux (1865), Manette Salomon (1867) e Madame Gervaisais (1869).
Ao final da década de 1860, com o agravamento do estado de saúde de Jules, este morre no dia 20 de junho de 1870, vítima da sífilis. Após um longo período de luto, Edmond publica, em 1877, o primeiro romance escrito sem a colaboração de seu irmão. Trata-se de La Fille Élisa, ao qual seguem outros títulos escritos somente pelo irmão mais velho: Les frères Zemganno (1879), La Faustin (1882) e Chérie (1884). 
Na década de 1870 há um maior reconhecimento dos autores pela crítica, que passa a considerar os irmãos Goncourt precursores do movimento naturalista em literatura. Nesse sentido, houve uma assimilação das obras que escreveram juntos – antes consideradas realistas – a este movimento, e Edmond passa a ser considerado um dos "mestres" do naturalismo na França, ao lado de Émile Zola e de Alphonse Daudet.
Na década de 1880, Edmond redige seu testamento, documento que dará origem à Academia Goncourt, fundada oficialmente em 1903. A Academia que leva o sobrenome de Edmond e de Jules atribui anualmente o Prêmio Goncourt, considerado o de maior prestígio na França.